# Banco (entrenamiento con pesas)

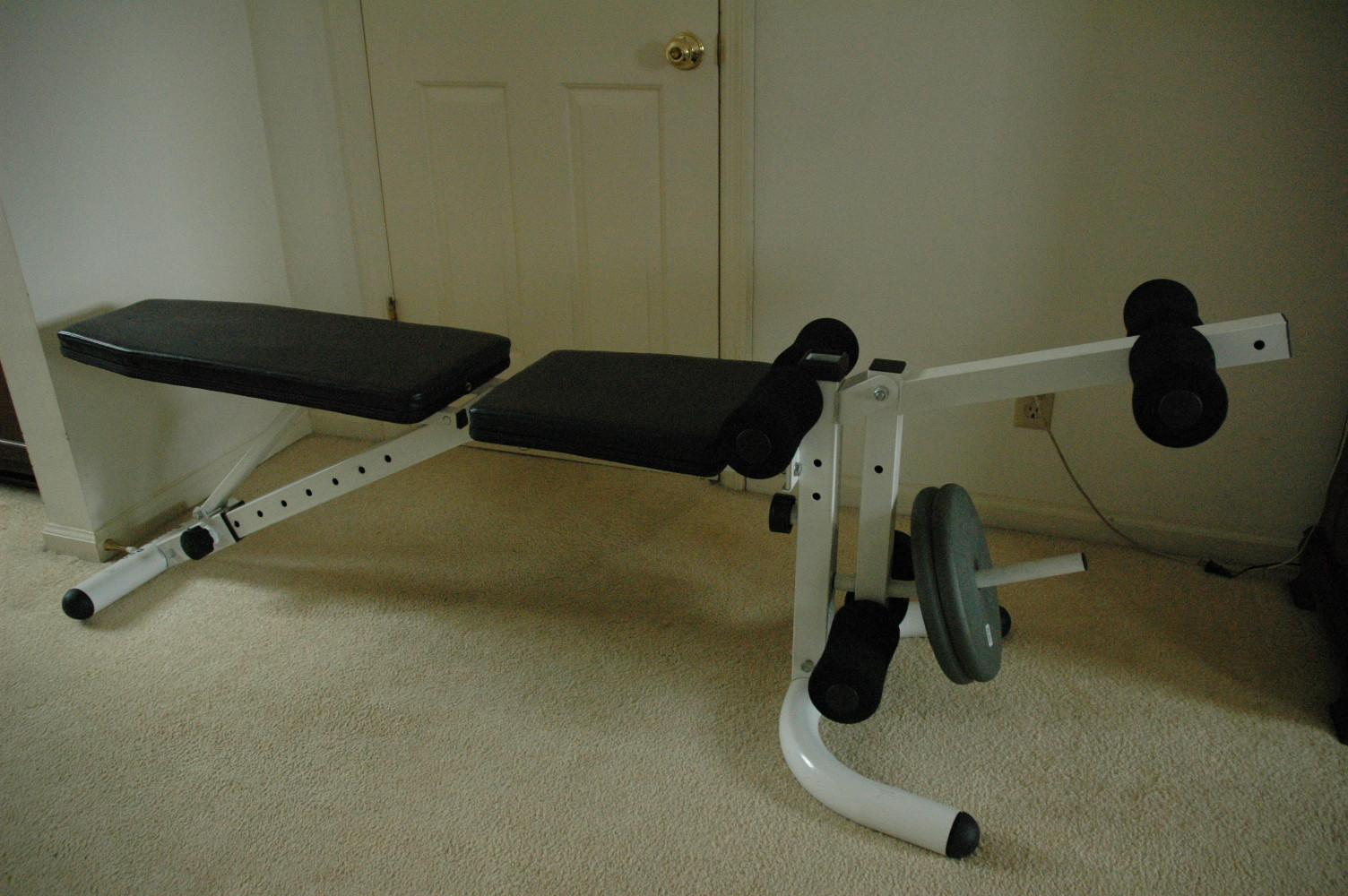
Typical consumer-level weight bench with leg exercise attachment

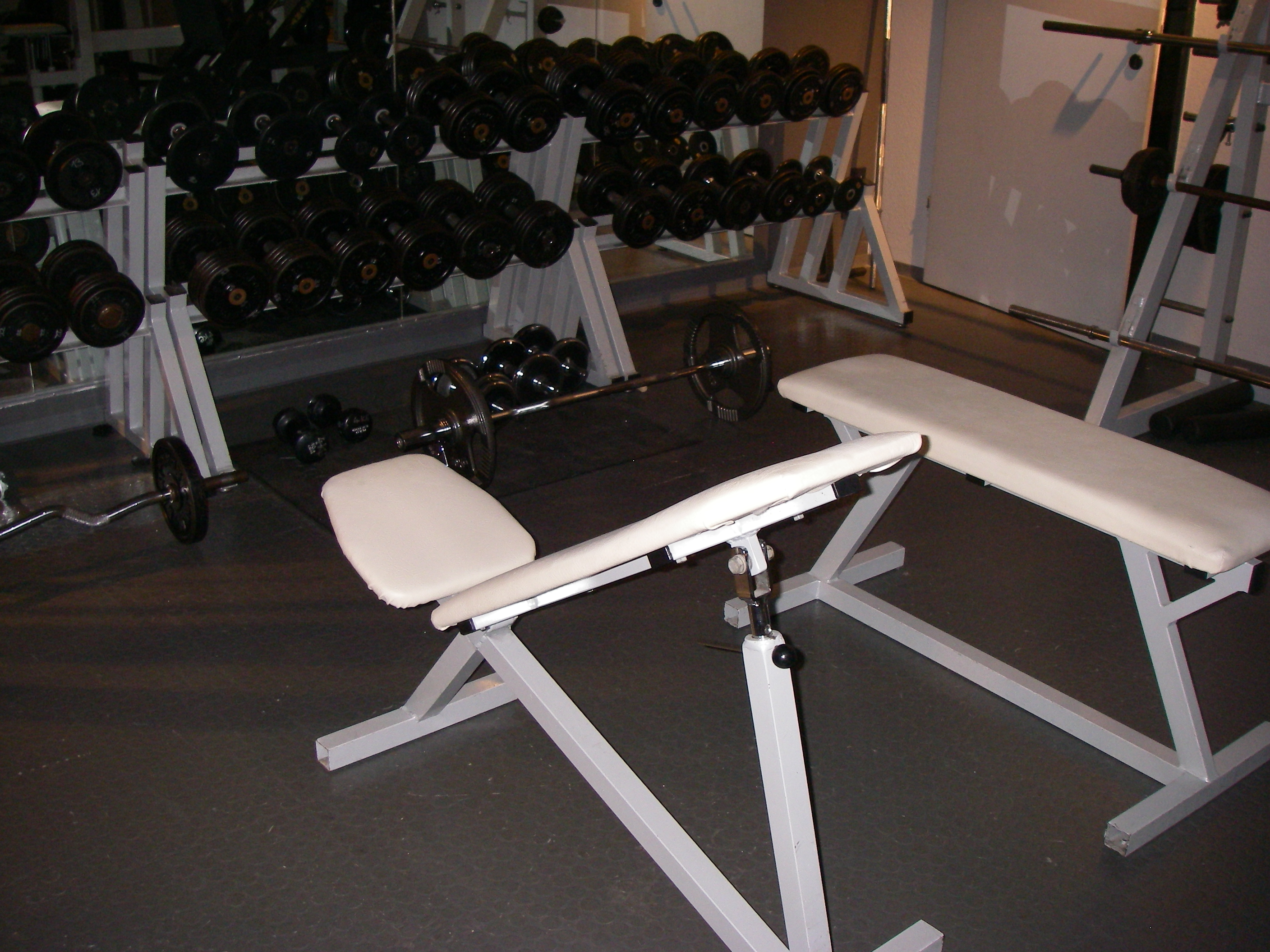
Two weight training benches in a fitness center in Nürnberg, Germany

Un banco de entrenamiento con pesas es una pieza de equipo que tiene un parecido a un banquillo o banco urbano, pero está diseñado para su uso en el entrenamiento con pesas.
Pueden diseñarse de diversas formas: horizontales fijo, fijos inclinados, fijados en una posición plegada, con una porción ajustable, con dos o más porciones ajustables, con bastidores para sujetar las barras, etc. También se puede referir al conjunto de las combinaciones que mezclan un banco y el equipo asociado.
Los bancos son fabricados por diferentes proveedores, en una serie de cualidades, características y precios.